# 11858 Devinpoland
11858 Devinpoland este o planetă minoră (asteroid) din centura de asteroizi. A fost descoperită pe 14 septembrie 1988 la Observatorul Paranal de Schelte J. Bus. 
Obiectul prezintă o orbită caracterizată de o semiaxă mare de 3,1461506 UAi, o excentricitate de 0,16, o înclinație de 2,17202 ° în raport cu ecliptica.